# Muzeum Narodowe Republiki Kazachstanu
Muzeum Sztuki (kazach. Qazaqstan Respýblıkasynyń Ulltyq mýzeıi) – muzeum sztuki w stolicy Kazachstanu Astanie. Największe muzeum Centralnej Azji.

## Historia
Muzeum powstało w ramach Państwowego Programu „Dziedzictwo kulturowe” na zlecenie Prezydenta Republiki Kazachstanu Nursułtana Nazarbajewa, na mocy uchwały Rządu Republiki Kazachstanu z dnia 2 lipca 2013 roku  o utworzeniu instytucji państwowej „Muzeum Narodowe Republiki Kazachstanu”.

## Ekspozycja
Muzeum podzielone jest na następujące działy tematyczne poświęcone:
- historii stolicy;
- historii niepodległego Kazachstanu;
- złotu;
- historii starożytnej i średniowiecznej;
- etnografii;
- sztuce nowoczesnej.

## Galeria

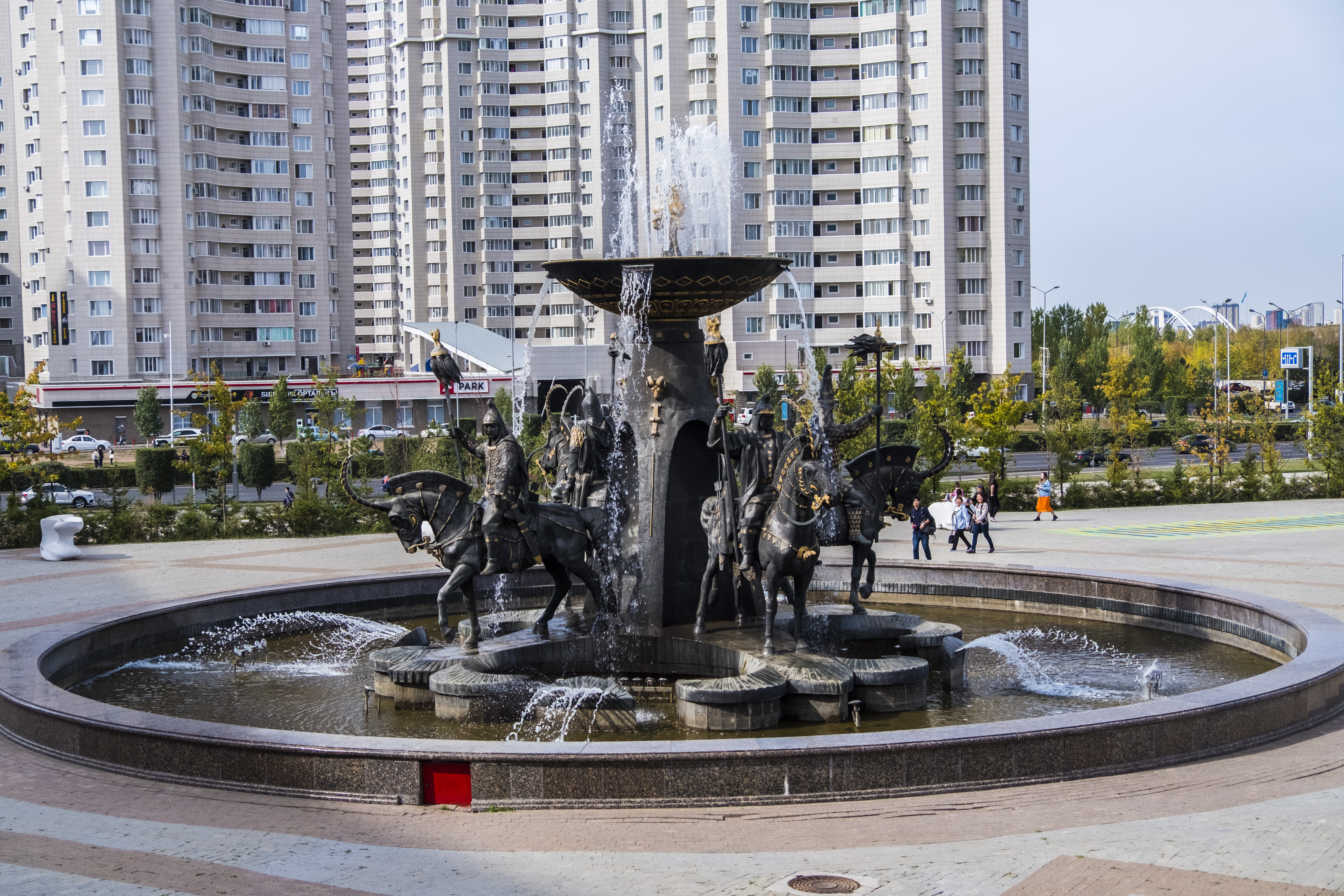
Fontanna przed wejściem do muzeum
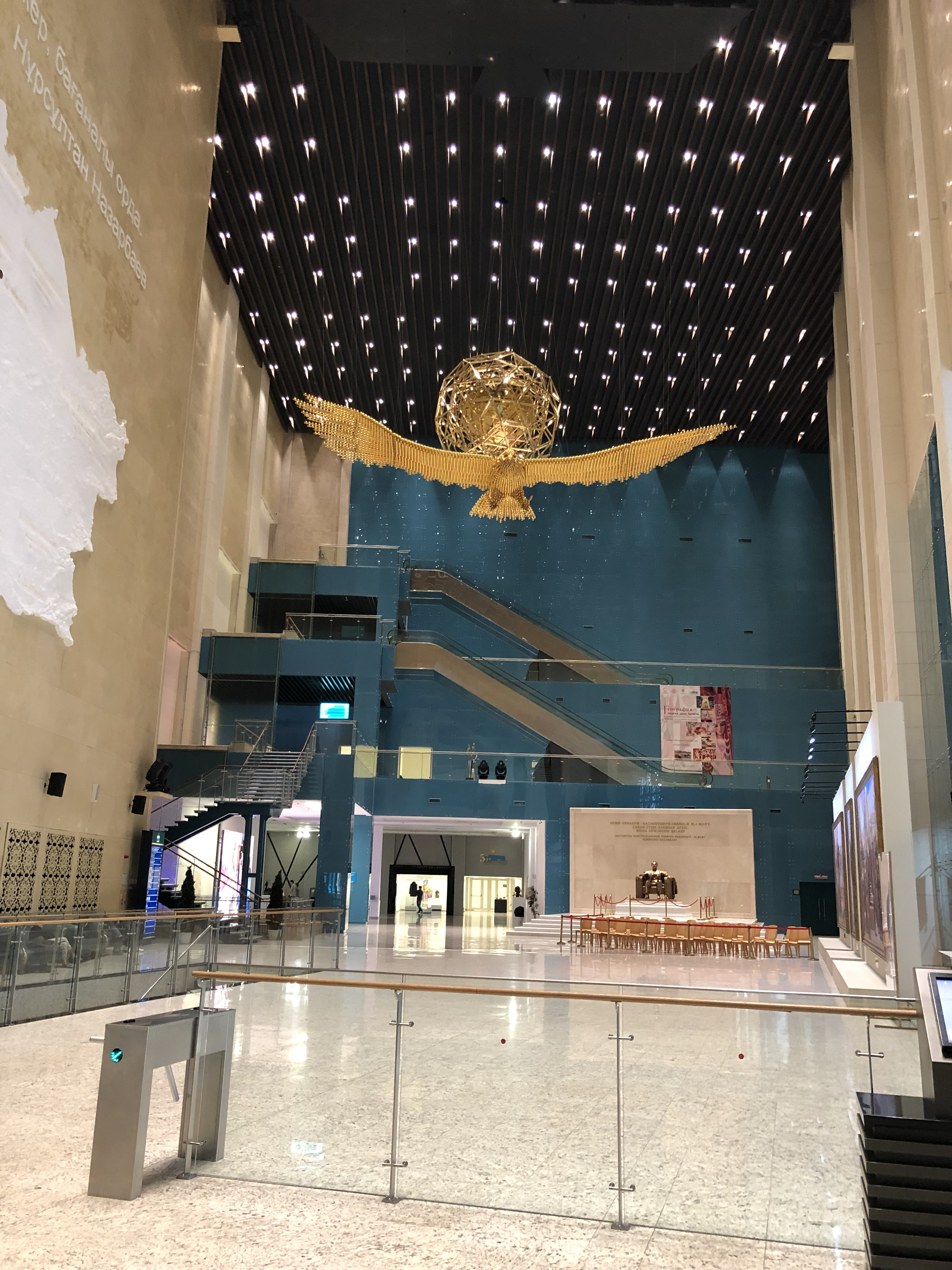
Sala wejściowa
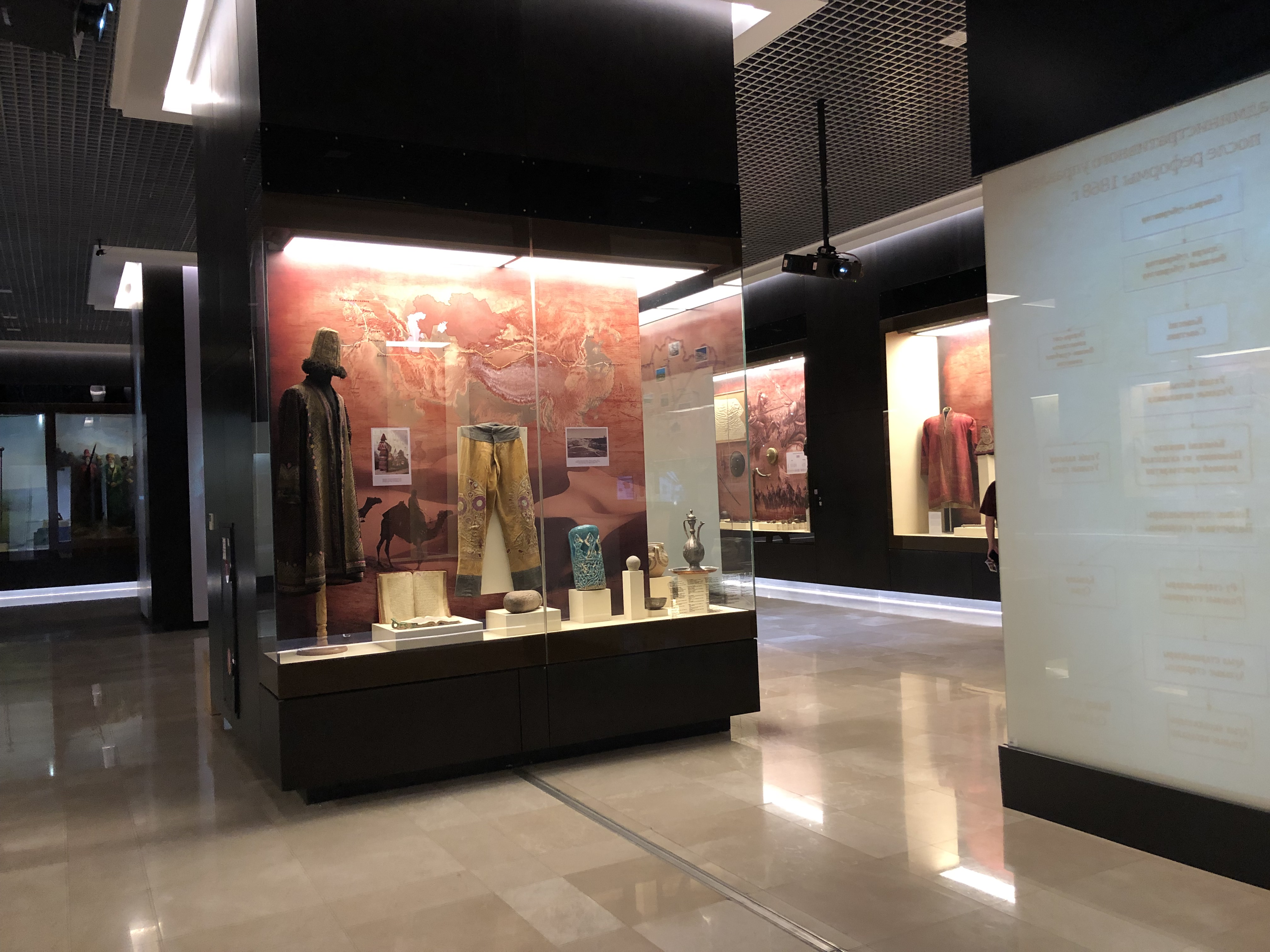
Jedna z sal muzeum